# Generazione del '37

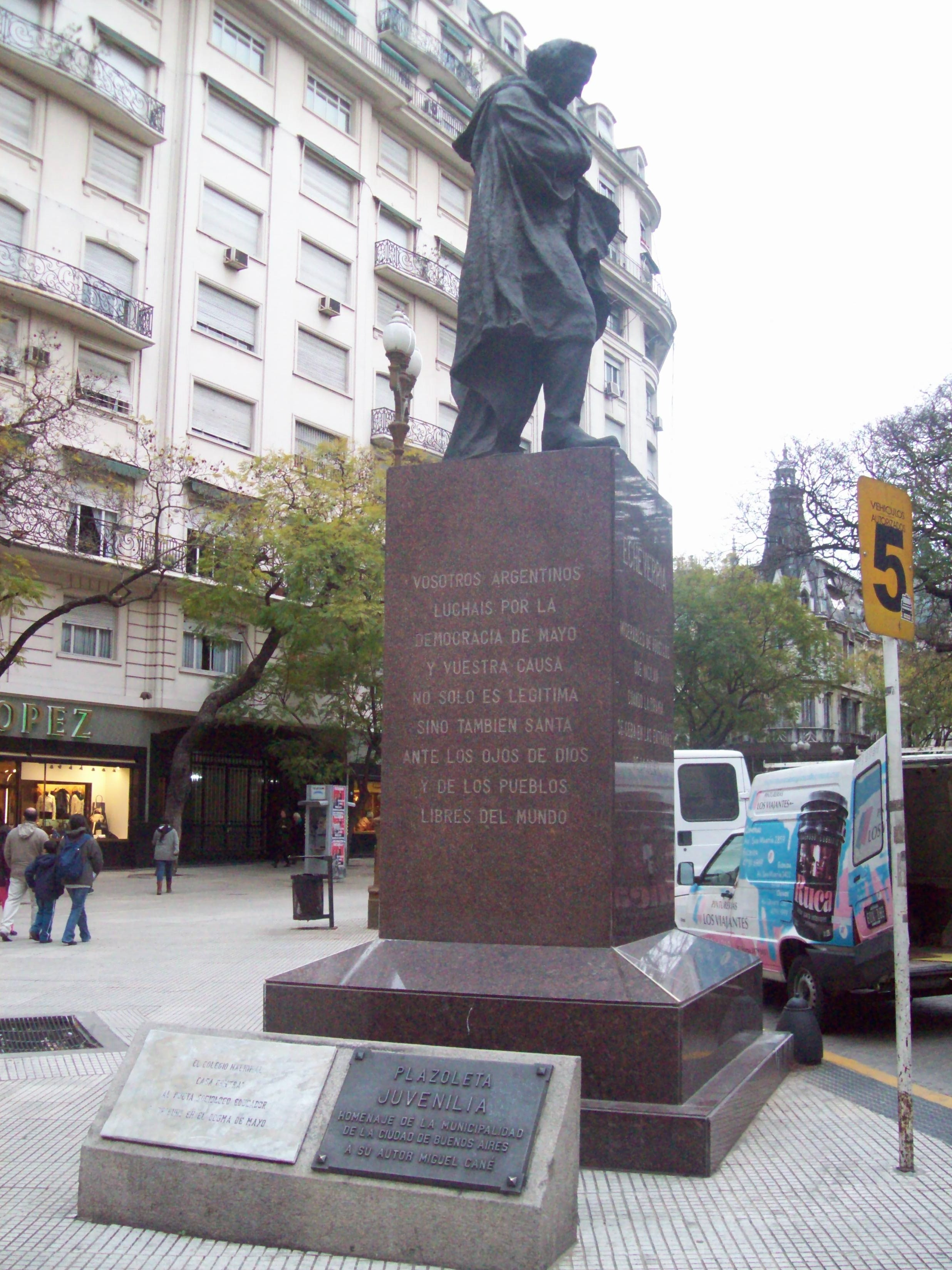
Monumento ad Esteban Echeverría a Buenos Aires.

La generazione del 1837 (Generación del '37 in spagnolo) fu un movimento intellettuale argentino che prese il nome dall'anno di fondazione di un circolo letterario di Buenos Aires. 

## Storia
L'atto di fondazione, indetto da Echeverría insieme a Juan Bautista Alberdi e Juan María Gutiérrez, si tenne il 23 giugno 1837. Cresciuti nel Collegio di Scienze Morali ed influenzati dal romanticismo inglese e francese, questi pensatori respingevano l'eredità culturale spagnola del Paese. Non riconoscevano alcuna radice nazionale nelle popolazioni indigene o nel periodo della colonizzazione europea, concentrandosi invece sulla Rivoluzione di Maggio come nascita del Paese, in quanto aveva dato loro la libertà, la possibilità di comportarsi come persone libere. Si consideravano figli della Rivoluzione di Maggio, essendo nati poco dopo, e scrissero alcune delle prime opere letterarie argentine.
Questo circolo chiuse sei mesi dopo la sua creazione a causa delle ripetute pressioni del governo del caudillo federale Juan Manuel de Rosas. Inizialmente si dichiararono neutrali nelle guerre civili argentine, scrissero opere di parte contro il governatore di Buenos Aires Rosas, come Il mattatoio di Esteban Echeverría o Facundo di Domingo Faustino Sarmiento), sia contro i precedenti governi unitari, dei quali non condividevano i metodi assolutistici, considerati come una mera restaurazione del governo coloniale spagnolo. Nonostante la loro indipendenza, gli intellettuali della generazione del '37 simpatizzavano con la visione centralista degli unitarios e sostenevano un sistema di governi municipali che garantisse i diritti sociali seguendo i principi e le istituzioni di una repubblica democratica, che chiamarono il "dogma socialista di maggio", poiché ritenevano fossero queste erano le ragioni per le quali fosse stata dichiarata la libertà nel 1810.
I loro sforzi per installare una Repubblica pienamente democratica e garantire i diritti civili attraverso una propaganda pacifica furono vani e poco dopo diversi esponenti della generazione del '37 finirono esiliati o assassinati. Dopo la caduta di Rosas nel 1852, i loro scritti ispirarono la prima Costituzione argentina del 1853 e diversi di loro furono figure di spicco della fase della storia nota come Organizzazione Nazionale (1852-1880).
Furono chiamati "unitari" in senso lato e dalla propaganda rosista.
Alcuni membri di spicco di questa generazione furono Esteban Echeverría, Juan Bautista Alberdi, Juan María Gutiérrez, Domingo Faustino Sarmiento, presidente dell'Argentina tra il 1868 e il 1874, Miguel Cané (senior), Bartolomé Mitre, Andrés Lamas, Antonio Somellera, Vicente Fidel López, Carlos Tejedor, Juan Bautista Peña, Florencio Varela, Juan Cruz Varela, José Mármol, José Rivera Indarte, Quiroga Rosas, Antonino Aberastain, Santiago Cortínez, Benjamín Villafañe, Félix Frías, Francisco Álvarez, Paulino Paz, Enrique Rodríguez, Avelino Ferreyra, Ramón Ferreyra e Juan Thompson.